# حياة حائرة (فلم)
حياة حائرة فيلم مصري تم إنتاجه عام 1948، من تأليف وإخراج أحمد سالم و بطولة أحمد سالم ونور الهدى ومحمود المليجي.

## قصة الفيلم
أحمد علوي (أحمد سالم) أستاذ علم النفس الجنائي، يحب ابنة خالته هاجر (هاجر التلمساني)، ويستعد لتحديد ميعاد الزواج مع خالته (سامية رشدي) التي تقيم مع ابنتها في الفيوم، وكان شقيقه إبراهيم علوي (محمود المليجي) الأخ العابث، الذي أضاع ثروته على ملذاته، قد أثقلته الديون، وكتب شيكات بدون رصيد، وتكاثر الديانة على بابه، وقام المحضر بالحجز على محتويات شقته، ونصحه خادمه مصطفى (فرج النحاس)، الأبن البكري لأبليس، بإرسال عذرائيل لخالته وإبنتها بالفيوم، لكى يرثها، وبالفعل توجه للفيوم وثقب الفلوكة، ودعا خالته وإبنتها للنزهة في بحيرة قارون، ورغم أن عم ادريس (محمد كامل)، خادم أحمد علوي الأمين، قد حذّر الخالة من ابن أختها إبراهيم، إلا أنها لم تسمع لنصيحته، وركبن معه للنزهة، فأغرقهن في البحيرة، وإدعى أنه حاول إنقاذهن، ففشل وكاد يغرق، وأكد كلامه شقيقه أحمد الذي حاول اللحاق بهم، فوجد اخيه إبراهيم وقد كاد يغرق فأنقذه، وأصيب أحمد علوي بحالة نفسية سيئة، نتيجة الحادث وموت حبيبته هاجر، وبعد خروجه من المستشفى، طلب استخراج الفلوكة الغارقة، ليكتشف ان الثقب كان بفعل فاعل، وتوجه لمنزل أخيه إبراهيم لسؤاله. ورث إبراهيم من ثروة خالته، وسدد ديونه واستمر في مزاولة نشاطه العبثى، وعلم ان خادمه عكشه الأخرس (السيد بدير) يعشق جارته الجميلة اللبنانية الأصل ناديه إسماعيل (نور الهدى) من طرف واحد، فأعجب بها إبراهيم، واراد ان يقيم معها علاقة، فعرض عليها وظيفة سكرتيرة لكى يستدرجها لمنزله، وقد كان عكشه الأخرس، حقيقته مزور هارب من البوليس، بعد اشتراكه في جريمة تزوير، بالاشتراك مع إبراهيم علوي، وإسمه الحقيقى وهبه السيد، وقد تستر عليه إبراهيم واخفاه في منزله الريفى، وكان إبراهيم دائم التحقير من شأن عكشه، الذي كان يكرهه بشدة، وجاءت ناديه حسب الميعاد، فحاول إبراهيم الاعتداء عليها، وفي نفس الوقت حضر أحمد علوي، وسمع أصوات استغاثة من ناديه، تقول إرحمنى يا إبراهيم بيه، وقبل ان يسمع الطلق النارى، الذي قتل إبراهيم في الداخل، هاجم كلب الحراسة أحمد علوي ففقد الوعى، وانقذه خادمه ادريس، وسقط منه حجابه امام الباب، حيث خرجت ناديه وإلتقطت الحجاب، قبل ان يمسك بها مصطفى ويسلمها للشرطة، وشهد ضدها شهادة زور أمام المحكمة، أدت لحصولها على 7 سنوات سجن، بعد ان تأكدت المحكمة ان ناديه لها شريك مجهول، كان هذا الشريك المجهول في الواقع هو عكشه، الذي ساءه اعتداء إبراهيم على ناديه فأطلق عليه الرصاص فقتله، وبحث أبو القاسم (بشارة واكيم) عم ناديه عن صاحب الحجاب حتى علم من الدجالين انه يخص رجل اسمر من الفيوم اسمه ادريس، وقد تمكن عكشه من إمداد ناديه بمبرد، قطعت به حديد السجن وهربت، وشكرته بقبلة على خده، فقرر ان يتبعها من بعيد لأى مكان ليحرسها، واستخدمت ناديه جواز سفر إختها، لتهرب إلى لبنان مع عمها أبو القاسم، وينزلوا في ضيافة عمتها ورده (فيكتوريا حبيقة) وخالتها أم عليه (فردوس محمد) وابنة خالتها الطفلة المراهقة عليه (فاتن حمامة)، وتبعهم عكشه دون ان يشعروا به، وفي نفس الوقت سافر أحمد علوي إلى لبنان للإستجمام، وتقابل في الطريق مع ناديه، وتبادلا الإعجاب، وقدمت ناديه نفسها على ان إسمها عايده، وقد دعت أحمد علوي لزيارتهم للتعرف على أهلها، وقرر أحمد ان يتقدم لخطبة عايده، وتقابل مع ابنة خالتها عليه، وأخبرها بأنه يحب عايده، فأخبرته ان عايده أيضا تحبه، ودون ان تقصد أخبرته بأن إسمها ناديه، وأنها هاربة من مصر بعد سجنها 7 سنوات، وكانت تظن انه يعرف هذا السر، وعاد أحمد إلى اللوكاندة، وتذكر ماكان بين ناديه وأخيه إبراهيم قبل ان يهاجمه الكلب، ولخوف عكشه على ناديه من أحمد، فقد حاول قتله، وأمسك به أحمد، وحضر البوليس وقبض على عكشه، ومعه نفس المسدس الذي قتل به إبراهيم، وتمكن البوليس اللبنانى من القبض على ناديه، وإعادتها إلى مصر، وبإستخدام علم النفس الجنائى، تمكن علوي بمساعدة وكيل النيابة عبد الرحمن (محمود السباع)، من خداع عكشه بصوت ناديه تستنجد به، فلم يتحمل وجودها بالسجن، فإعترف بأنه القاتل، وهي ليست شريكته، فتم إصدار عفو ملكى عن ناديه نور إسماعيل.

## فريق العمل
إخراج وتأليف: أحمد سالم
طاقم العمل:
- أحمد سالم
- نور الهدى
- محمود المليجي
- بشارة واكيم
- السيد بدير
- فردوس محمد
- فاتن حمامة
- سامية رشدي
- محمود السباع
- محمد كامل
- فرج النحاس
- هاجر التلمساني
- فيكتوريا حبيقة
- زكي إبراهيم

## روابط خارجية
- مقالات تستعمل روابط فنية بلا صلة مع ويكي بيانات